# Eurytemora foveola
Eurytemora foveola är en kräftdjursart som beskrevs av M. W. Johnson 1961. Eurytemora foveola ingår i släktet Eurytemora och familjen Temoridae. Inga underarter finns listade i Catalogue of Life.